# Festival del Curtmetratge de Clermont-Ferrand
El Festival del Curtmetratge de Clermont-Ferrand (en francès Festival du court métrage de Clermont-Ferrand), és un esdeveniment cinematogràfic dedicat al curtmetratge i celebrat a Clarmont d'Alvèrnia. Pel que fa a l'audiència, és el segon festival de cinema més important de França després del Festival de Canes És acreditat per la FIAPF des del 20 de juliol de 2023.

## Història
Ja abans de la creació del festival es van dur a terme iniciatives puntuals. Entre 1979 i 1981, el Cercle Cinematogràfic Universitari de Clermont-Ferrand (CCUC) va organitzar setmanes de curtmetratges Davant l'èxit d'aquesta iniciativa, es va crear l'associació Sauve qui peut le court film el 4 d'agost de 1981. per tal d'afavorir la creació d'un acte per posar en valor el curtmetratge.
El festival com a tal va néixer l'any 1982. L'esdeveniment va créixer ràpidament i, a través d'una iniciativa voluntària, el festival es va institucionalitzar.
El 1986 es va organitzar el primer Mercat de Curtmetratges per a professionals, donant al festival un interès econòmic.
L'any 1988, el festival es va obrir a escala internacional. El 1995, l'assistència va superar el llistó de 100,000 persones. Paral·lelament, l'any 1997 es va crear la Commission du Film Auvergne per tal de facilitar les iniciatives de rodatge a la regió.
L'any 2002 es va afegir al concurs una categoria dedicada al cinema digital. Des d'aleshores, aquest concurs ha agafat el nom de “lab” i reuneix no pel·lícules digitals, sinó aquelles que presenten un aspecte experimental notable.
El 2009 es va crear Euro Connection, una plataforma de trobada per a productors, emissores i financers europeus que vulguin desenvolupar projectes de curtmetratges en forma de coproduccions europees. El festival de curtmetratges de Clermont-Ferrand va ser escollit com a millor festival internacional durant la cerimònia de lliurament dels premis FILMAD celebrada a Madrid el 22 de desembre de 2009.

## Organització
A partir del 2012, cada any, el festival rep més de 7.000 presentacions de curtmetratges produïts arreu del món (incloent gairebé 1.700 produccions franceses), per al voltant de 170 pel·lícules presentades a concurs.
El festival ofereix tres concursos cada any (nacional, internacional i de laboratori), una secció de públic jove, una retrospectiva temàtica i un focus dedicat a un país. Molts altres programes (Regards d'Afrique, Décibels!, Collections, Carte Blanche, Films en Région, etc.) completen el panorama que s'ofereix als espectadors.
El Vercingétorix és un trofeu que s'atorga als guanyadors del gran premi, premi especial del jurat i premi del públic per a cada concurs (internacional, de laboratori, nacional). Es basava en un treball de Roland Cognet.
El festival de curtmetratges de Clermont-Ferrand qualifica per als Premis Oscar, el César i el Premi del Públic del Curtmetratge Europeu.

### Ubicacions

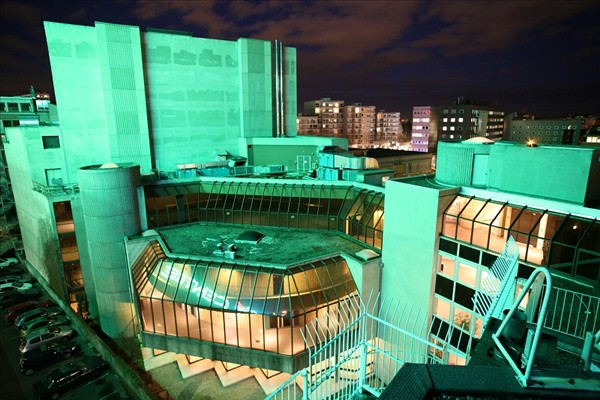
La Maison de la Culture que acull bona part del festival.

El festival té lloc a més de quinze llocs de Clermont-Ferrand: el teatre de la Comédie, la Maison de la Culture, la sala Varda de la Universitat Clermont-Auvergne, el cinema Capitole, la sala Conchon, la sala Frères Lumières de l'CROUS, la Jetée, el cinema Rio, l'ESACM, l'Opéra...
L'any 2021, excepcionalment i a causa de l'epidèmia mundial de COVID 19, el festival es va celebrar en versió digital.

## Abast i influència del festival

### Assistència
L'any 2010 es van projectar entre 400 i 500 curtmetratges més de 450 projeccions en 13 sales diferents i, prèviament, l'equip organitzador va rebre i veure 6.500 pel·lícules.
El 2019, entre els 3.500 professionals acreditats inclouen, per exemple, representants del Short Film Corner del Festival de Cinema de Canes i, per primera vegada, representants de Netflix Estats Units a la recerca de nous talents.
Evolució del nombre total d'espectadors del Festival
| 1979  | 1980  | 1981  | 1987   | 1988   | 1989   | 1990   | 1991   | 1992   | 1993   | 1995    | 1997    | 1998    | 1999    | 2001    | 2004    | 2005    | 2006    | 2007    | 2008    | 2009    | 2010    | 2011    | 2012    | 2013    | 2014    | 2015    | 2016    | 2017    | 2018    | 2019    | 2020    | 2022    | 2023    | 2024    |
| ----- | ----- | ----- | ------ | ------ | ------ | ------ | ------ | ------ | ------ | ------- | ------- | ------- | ------- | ------- | ------- | ------- | ------- | ------- | ------- | ------- | ------- | ------- | ------- | ------- | ------- | ------- | ------- | ------- | ------- | ------- | ------- | ------- | ------- | ------- |
| 1.200 | 1.800 | 3.000 | 16.000 | 25.000 | 28.000 | 40.000 | 50.000 | 62.000 | 75.000 | 100.000 | 115.000 | 118.000 | 120.000 | 129.000 | 135.000 | 130.000 | 140.000 | 133.000 | 137.000 | 135.000 | 144.000 | 149.000 | 144.000 | 154.000 | 160.000 | 160.000 | 162.000 | 161.000 | 165.000 | 165.700 | 172.000 | 100.000 | 160.000 | 166.000 |

### El Mercat del Curtmetratge
Paral·lelament al festival, cada any se celebra durant 5 dies el Mercat de Curtmetratges, que reuneix en un sol lloc totes les categories professionals del sector (directors, productors, emissores, compradors, escoles de cinema, organitzacions nacionals, etc.).

### El premi del metratge Queer
Inspirat en el Premi Teddy atorgat al Berlinale des de 1987, el prix du Queer métrage està coproduït per Queer Palm, en col·laboració amb Titra Film i Têtu. Premia pel·lícules que aborden temes LGBTQI+ i obres compromeses que testimonien "un món resistent a les normes". Els curtmetratges guanyadors són:
- 2023: Um Caroço de Abacate de Ary Zara[32]
- 2022 : Un corps brûlant de Lauriane Lagarde.[33]

### Patrocinadors i mitjans
Per a l'edició de 2022, els mitjans de comunicació van ser el setmanari cultural Télérama, l'emissora Radio Nova, la revista Cahiers du cinéma, els canals de televisió d'Arte i France Télévisions, el diari L'Humanité, la revista Têtu, els mitjans en línia Konbini i la plataforma de cinema juvenil Benshi. Els socis oficials també inclouen mitjans com Canal+ o YouTube.

### Beneficis econòmics
El 2017, els investigadors Xavier Hollandts i Daniela Borodak van entrevistar 989 persones a tots els llocs del festival durant una setmana i van deduir un impacte positiu global d'11 milions d'euros, dividit en 7,3 milions d'euros d'impacte secundari i 3,7 milions d'euros. El 2017, el 51% dels visitants eren no locals, el 17% professionals. Els visitants no locals van gastar 6,2 milions d'euros, inclosos 1.451.198 euros en allotjament, 1.441.599 euros en restauració, 2.450.284euros a botigues, 83.745 € en transport i finalment 802.760 euros per a sortides. Van destacar especialment la importància dels professionals del cinema: encara que només representin el 17% dels participants, generen el 56% dels fluxos d'impacte primari: el 73% de les despeses d'allotjament, el 53% de les despeses d'oci i el 52% de les despeses de restauració.
| «                                                                     | Cada euro invertit al territori aportaria 22 € per al territori | » |
| — Xavier Hollandts i Daniela Borodak, La Montagne, 23 d'abril de 2019 |                                                                 |   |

## Sobre el festival

### La Jetée
Des de l'any 2000, les oficines del festival s'agrupen en un edifici rehabilitatat i ampliat per l'arquitecte Vincent Speller: La Jetée, nom donat en referència a la pel·lícula de Chris Marker : La Jetée.
Aquest lloc també allotja:
- la Commission du Film Auvergne. Des de 1997 la Commission du Film Auvergne ofereix un servei gratuït per a qualsevol tipus de producció que vulgui filmar a la regió d'Alvèrnia-Roine-Alps.
- el centre d'educació de la imatge d'Alvèrnia. La Jetée és una de les disset estructures ubicades en nou regions centrals regionals d'educació i formació artística en cinema i audiovisual que persegueixen accions de sensibilització i educació artística en el cinema i l'audiovisual, al voltant de tres eixos principals: l'animació de la xarxa regional, els recursos i la formació.[38]
- el Centre de Documentació de Cinema i Curtmetratges La Jetée. Biblioteca especialitzada membre de la xarxa de biblioteques i mediateques de Clermont Auvergne Métropole, aquest centre està obert a tothom i guarda més de 150.000 curtmetratges en accés gratuït a les estacions de consulta, 18.000 documents que tracten de cinema (llibres i revistes des de 1920 fins a l'actualitat), recursos educatius, catàlegs de festivals, arxius de televisió i ràdio de l'INA.[39] La seva especialització en curtmetratges el converteix en un lloc únic a Europa.[40]

### Polèmiques
L'any 2004, el jurat, per unanimitat, a través del seu portaveu Mathieu Amalric va provocar polèmica en no atorgar grans premis a la selecció francesa, queixant-se d'una selecció mediocre i poc innovadora.
L'any 2023, Laurent Wauquiez és criticat per la reducció a la meitat (de 210.000 a 100.000 euros) de la subvenció que el consell regional d'Alvèrnia-Roine-Alps ha donat al festival.

### Llibres
- Daniela Borodak; P. Piré-Lechalard; C. Dos Santos; A. Albert-Cromarias; E. Bourlier-Bargues. Clermont-Ferrand, 2019.
- Daniela Borodak; Xavier Hollandts. Clermont-Ferrand, 2019.
- Christian Izalguier. Issoire.  Christian Izalguier, 2011, p. 183. ISBN 9782953877700..
- Clermont-Ferrand.  Sauve qui peut le court métrage, 1998, p. 79.
- Richard Raskin; Gilles Colpart. Clermont-Ferrand.  Sauve qui peut le court métrage, 1999.
- William Sloane; Bernard Chardère. Clermont-Ferrand.  Sauve qui peut le court métrage, 1997.

### Articles
- Clarisse Fabre «Antoine Lopez quitte "La Jetée" clermontoise». Le Monde.fr, 04-02-2013.
- Géraldine Messina «Etude - Festival du court métrage de Clermont-Ferrand : onze millions d'euros de retombées économiques». La Montagne.fr, 23-04-2019.
- Macha Séry «Clermont-Ferrand, le "Cannes du court-métrage"». Le Monde.fr, 20-01-2011.

### Vídeos
- «Les affiches du festival de Clermont-Ferrand». arte.tv, 2019.[Enllaç no actiu]

### Publicacions
- Ça suit son court ... : hors-série quotidien du Festival du court métrage de Clermont-Ferrand, Clermont-Ferrand, Sauve qui peut le court métrage, 1996-.... ISSN 1277-6122
- Marché du film court., Clermont-Ferrand, Sauve qui peut le court métrage, 1981-2012 ISSN 1294-9779
- Le Quotidien : festival du court métrage Clermont-Ferrand..., Paris, Éd. Scope, 2006-2011.
- Sur un plateau : lettre d'information de la Commission du film d'Auvergne, Clermont-Ferrand, Sauve qui peut le court métrage, 2001-2011. ISSN 1637-5580